# Xanthocalanus simplex
Xanthocalanus simplex är en kräftdjursart som beskrevs av Aurivillius 1898. Xanthocalanus simplex ingår i släktet Xanthocalanus och familjen Phaennidae. Inga underarter finns listade i Catalogue of Life.